# جون هارتويل كوك
جون هارتويل كوك (بالإنجليزية: John Hartwell Cocke)‏ هو عسكري أمريكي، ولد في 19 سبتمبر 1780 في مقاطعة سوري في الولايات المتحدة، وتوفي في 24 يونيو 1866 في Bremo Bluff, Virginia ‏ في الولايات المتحدة.